# Sarah Hoppe
Sarah Hoppe (21 de abril de 1984) es una jugadora de voleibol y voleibol de playa alemana.

## Carrera

### Carrera en voleibol de salón
En su juventud, Hoppe jugó voleibol de interior en VG Elmshorn, donde jugó durante muchos años en la liga regional y también ha sido entrenadora de jugadores desde 2007. De 2008 a 2010, el central jugó en el club de segunda división 1. VC Norderstedt y de 2010 a 2013 en el competidor de liga TSV Rudow Berlin, seguida de una pausa debido a una rotura del ligamento cruzado.

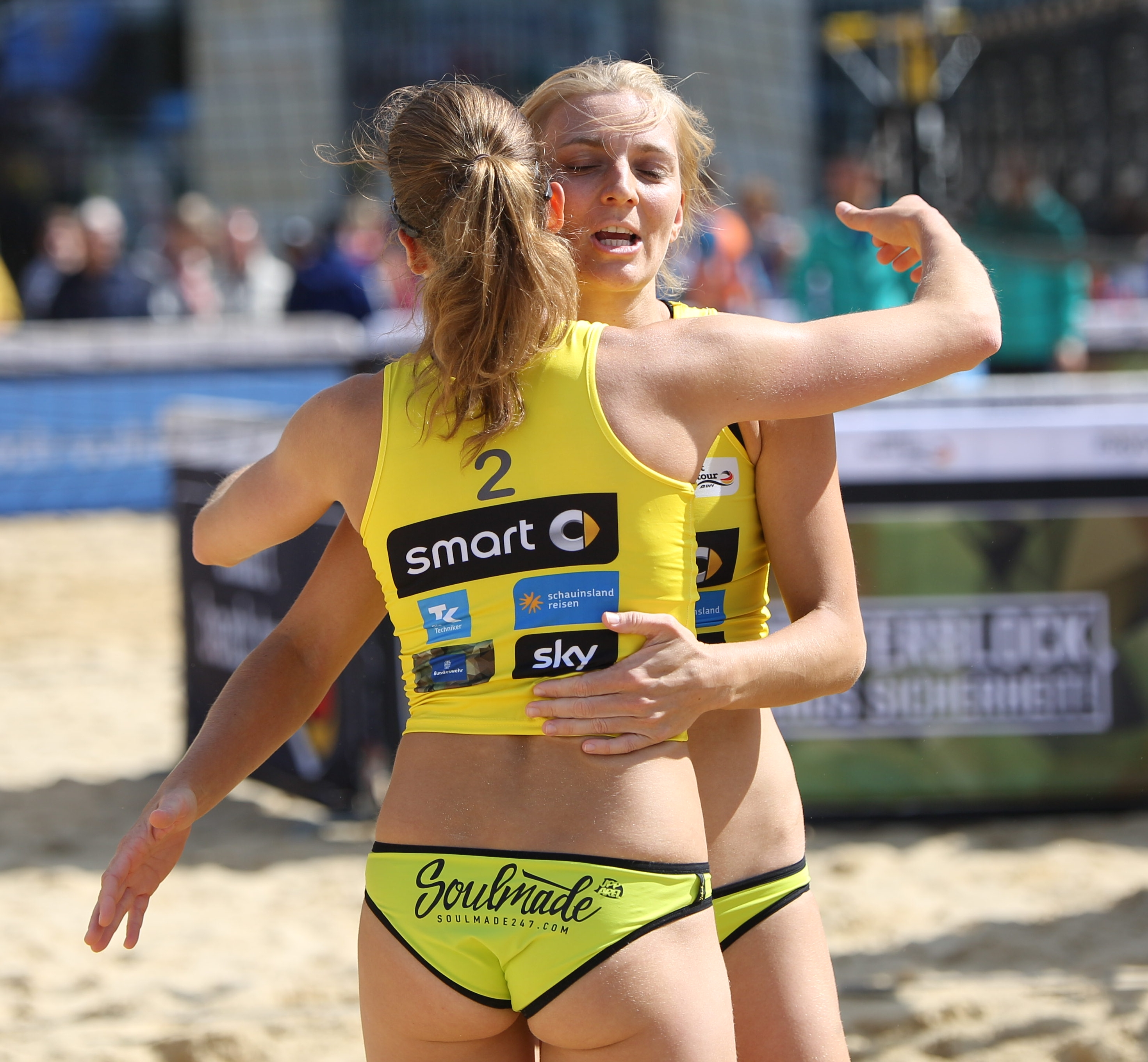
Hoppe celebrando con Katharina Culav durante el Smart Beach Tour 2017.

Hoppe jugó para el club de tercera división VSV Grün-Weiß Erkner de 2014 a 2017.

### Carrera en voleibol de playa
Hoppe ha estado jugando voleibol de playa en el Smart Beach Tour y otros torneos nacionales desde 2003 con las chicas de Elmshorn Dagmar Gaede y Katja Saß. De 2008 a 2010 jugó junto a Katharina Culav, con quien alcanzó el quinto puesto en 2010 en el satélite CEV de Chipre y el puesto 13 en el Campeonato de Alemania en Timmendorfer Strand. De 2011 a 2012, Sarah Eichler fue su pareja, con quien volvió a terminar decimotercera en el Campeonato de Alemania de 2011. Además, Hoppe se proclamó campeona universitaria alemana en 2011 junto a Katharina Schillerwein. En 2013 y 2014, Hoppe tocó junto a Melanie Höppner. Katharina Culav vuelve a ser su pareja de juego desde 2017.